# Mount Pollard
Mount Pollard är ett berg i Antarktis. Det ligger i Östantarktis. Australien gör anspråk på området. Toppen på Mount Pollard är 1 782 meter över havet.
Terrängen runt Mount Pollard är huvudsakligen platt, men norrut är den kuperad. Trakten är obefolkad. Det finns inga samhällen i närheten.